# Trophée des Légendes 2023
Pour un article plus général, voir Internationaux de France de tennis 2023.
 (septembre 2024).
Si vous disposez d'ouvrages ou d'articles de référence ou si vous connaissez des sites web de qualité traitant du thème abordé ici, merci de compléter l'article en donnant les références utiles à sa vérifiabilité et en les liant à la section « Notes et références ».
Le Trophée des Légendes 2023 est la vingt-quatrième édition du Trophée des Légendes, organisé durant la deuxième semaine des Internationaux de France de tennis 2022 par la Fédération française de tennis. Elle se déroule du 6 au 11 juin 2023 dans le Stade Roland-Garros.

## Présentation du tournoi
Jusqu'en 2019, le Trophée des Légendes se composait de trois compétitions distinctes : une épreuve de double messieurs de moins de 45 ans (12 joueurs), une épreuve de double messieurs de plus de 45 ans (12 joueurs) et une épreuve de double dames (12 joueuses).
En 2022, la compétition se modernise et ne fait désormais plus de distinction entre les âges chez les messieurs. De plus, le nombre de joueuses augmente et passe à 16, tandis qu'il baisse chez les messieurs, passant de 24 à 16.
Cette édition 2023 évolue à nouveau avec la création d'une compétition en double mixte composée de 6 équipes de 12 joueurs. Le nombre de joueuses et de joueurs en double messieurs et double dames sont également ramenées à 12. Il n'y a plus d'équipes fixes, de poules et donc de finales, les joueurs changeant de partenaire d'un match à l'autre.

### Règles spécifiques
La règle du « No-ad » s'applique, ce qui signifie qu'il n'y pas d'avantage en cas d'égalité à 40-40, mais un point décisif. Si au terme des deux sets les joueurs sont à égalité (un set partout), on procède à un « super tie-break ».

## Pendant le tournoi
Sept ans après sa dernière apparition aux Trophée des Légendes, Yannick Noah fait son retour dans la compétition pour un match au côté de Mansour Bahrami, à l'occasion du quarantième anniversaire de son sacre à Roland Garros.

## Double messieurs
|  |                                 |  |   |   |  |
|  | Match 1                         |  |   |   |  |
|  |                                 |  |   |   |  |
|  |                                 |  |   |   |  |
|  | Guy Forget Henri Leconte        |  | 2 | 6 |  |
|  | Guy Forget Henri Leconte        |  | 2 | 6 |  |
|  | Mansour Bahrami Fabrice Santoro |  | 6 | 7 |  |

|  |                                   |  |   |   |    |
|  | Match 2                           |  |   |   |    |
|  |                                   |  |   |   |    |
|  |                                   |  |   |   |    |
|  | Michael Chang John McEnroe        |  | 6 | 4 | 9  |
|  | Michael Chang John McEnroe        |  | 6 | 4 | 9  |
|  | Sébastien Grosjean Cédric Pioline |  | 4 | 6 | 11 |

|  |                                |  |   |   |    |
|  | Match 3                        |  |   |   |    |
|  |                                |  |   |   |    |
|  |                                |  |   |   |    |
|  | Sergi Bruguera Mats Wilander   |  | 6 | 3 | 10 |
|  | Sergi Bruguera Mats Wilander   |  | 6 | 3 | 10 |
|  | Mansour Bahrami Arnaud Clément |  | 3 | 6 | 7  |

|  |                               |  |   |   |  |
|  | Match 4                       |  |   |   |  |
|  |                               |  |   |   |  |
|  |                               |  |   |   |  |
|  | Henri Leconte Andreï Medvedev |  | 2 | 2 |  |
|  | Henri Leconte Andreï Medvedev |  | 2 | 2 |  |
|  | Guy Forget Fabrice Santoro    |  | 6 | 6 |  |

|  |                              |  |   |   |  |
|  | Match 5                      |  |   |   |  |
|  |                              |  |   |   |  |
|  |                              |  |   |   |  |
|  | Mansour Bahrami Yannick Noah |  | 4 | 4 |  |
|  | Mansour Bahrami Yannick Noah |  | 4 | 4 |  |
|  | John McEnroe Mats Wilander   |  | 6 | 6 |  |

## Double dames
|  |                                     |  |   |   |  |
|  | Match 1                             |  |   |   |  |
|  |                                     |  |   |   |  |
|  |                                     |  |   |   |  |
|  | Gisela Dulko Gabriela Sabatini      |  | 4 | 3 |  |
|  | Gisela Dulko Gabriela Sabatini      |  | 4 | 3 |  |
|  | Nathalie Tauziat Caroline Wozniacki |  | 6 | 6 |  |

|  |                                   |  |   |   |  |
|  | Match 2                           |  |   |   |  |
|  |                                   |  |   |   |  |
|  |                                   |  |   |   |  |
|  | Nathalie Dechy Daniela Hantuchová |  | 7 | 6 |  |
|  | Nathalie Dechy Daniela Hantuchová |  | 7 | 6 |  |
|  | Tatiana Golovin Nathalie Tauziat  |  | 5 | 1 |  |

|  |                                     |  |   |   |  |
|  | Match 3                             |  |   |   |  |
|  |                                     |  |   |   |  |
|  |                                     |  |   |   |  |
|  | Kim Clijsters Caroline Wozniacki    |  | 6 | 6 |  |
|  | Kim Clijsters Caroline Wozniacki    |  | 6 | 6 |  |
|  | Flavia Pennetta Francesca Schiavone |  | 4 | 2 |  |

|  |                                      |  |   |   |    |
|  | Match 4                              |  |   |   |    |
|  |                                      |  |   |   |    |
|  |                                      |  |   |   |    |
|  | Nathalie Dechy Tatiana Golovin       |  | 6 | 3 | 9  |
|  | Nathalie Dechy Tatiana Golovin       |  | 6 | 3 | 9  |
|  | Lindsay Davenport Daniela Hantuchová |  | 1 | 6 | 11 |

|  |                                       |  |    |   |  |
|  | Match 5                               |  |    |   |  |
|  |                                       |  |    |   |  |
|  |                                       |  |    |   |  |
|  | Gisela Dulko Gabriela Sabatini        |  | 64 | 4 |  |
|  | Gisela Dulko Gabriela Sabatini        |  | 64 | 4 |  |
|  | Lindsay Davenport Agnieszka Radwańska |  | 7  | 6 |  |

## Double mixte
|  |                                    |  |   |   |  |
|  | Match 1                            |  |   |   |  |
|  |                                    |  |   |   |  |
|  |                                    |  |   |   |  |
|  | Kim Clijsters Arnaud Clément       |  | 7 | 6 |  |
|  | Kim Clijsters Arnaud Clément       |  | 7 | 6 |  |
|  | Agnieszka Radwańska Sergi Bruguera |  | 5 | 1 |  |

|  |                                 |  |    |   |    |
|  | Match 2                         |  |    |   |    |
|  |                                 |  |    |   |    |
|  |                                 |  |    |   |    |
|  | Gisela Dulko Andreï Medvedev    |  | 7  | 2 | 8  |
|  | Gisela Dulko Andreï Medvedev    |  | 7  | 2 | 8  |
|  | Gabriela Sabatini Mats Wilander |  | 67 | 6 | 10 |

|  |                                   |  |   |    |    |
|  | Match 3                           |  |   |    |    |
|  |                                   |  |   |    |    |
|  |                                   |  |   |    |    |
|  | Flavia Pennetta Michael Chang     |  | 6 | 67 | 10 |
|  | Flavia Pennetta Michael Chang     |  | 6 | 67 | 10 |
|  | Francesca Schiavone Henri Leconte |  | 2 | 7  | 4  |

|  |                                   |  |   |   |    |
|  | Match 4                           |  |   |   |    |
|  |                                   |  |   |   |    |
|  |                                   |  |   |   |    |
|  | Nathalie Dechy Sébastien Grosjean |  | 5 | 6 | 10 |
|  | Nathalie Dechy Sébastien Grosjean |  | 5 | 6 | 10 |
|  | Kim Clijsters Cédric Pioline      |  | 7 | 2 | 7  |